# Tiquinho Soares
Francisco das Chagas Soares dos Santos (* 17. Januar 1991 in Sousa, Paraíba), auch bekannt als Tiquinho Soares, ist ein brasilianischer Fußballspieler, der als Stürmer für den brasilianischen Verein Botafogo FR spielt.

## Karriere
Soares wurde in der Gemeinde Sousa (Paraíba) geboren und wuchs in Natal (Rio Grande do Norte) auf. Er begann seine Karriere beim Palmeiras das Rocas. Nachdem er in der Mannschaft beeindruckte, wechselte er 2009 zu América FC (RN), wo er zunächst in der Jugend spielte. Soares machte sein professionelles Debüt für den letzteren Verein am 14. August 2010 und kam als Ersatz in einer 1:2-Heimniederlage in der Série B gegen Vila Nova FC zum Einsatz. Nach Stationen bei Botafogo FC (PB) und Sousa EC wechselte er schließlich zu CS Paraibano. In den nächsten Jahren wurde er von hier aus an sieben verschiedene unterklassige Vereine verliehen.
2014 wechselte er im Rahmen einer zweijährigen Leihe zu Nacional Funchal nach Portugal. Er gab sein Debüt in der Primeira Liga für den Verein am 21. Februar und ersetzte Lucas João bei einer 1:3-Auswärtsniederlage gegen Sporting Braga. Bei Nacional konnte er daraufhin zu einem wichtigen Spieler aufsteigen.
Am 25. Mai 2016 unterzeichnete Tiquinho Soares einen Vertrag bei Vitória Guimarães. Er debütierte für seine neue Mannschaft am 14. August bei einer 0:1-Heimniederlage gegen Sporting Braga und erzielte sein erstes Tor 12 Tage später in einem 5:3-Sieg gegen Paços de Ferreira mithilfe eines Elfmeters.
Am 23. Januar 2017 unterzeichnete Tiquinho Soares einen Viereinhalbjahresvertrag bei dem FC Porto mit einer Ausstiegsklausel in Höhe von über 40 Millionen Euro. Sein Ligadebüt fand am 4. Februar statt, als er in der Startelf stand und zweimal bei einem 2:1-Heimsieg gegen Sporting Lissabon traf. Ein Jahr vor Auslaufen des Vertrages wechselte der Brasilianer zu Tianjin Jinmen Tiger. Den Verein verließ er nach knapp fünf Monaten wieder und war fortan bis zum Sommer 2021 vereinslos, als er sich Olympiakos Piräus anschloss. 2022 kehrte er nach Brasilien zu Botafogo FR zurück. Mit dem Klub gewann er am 23. November die Copa Libertadores 2024, mit einem 3:1-Sieg über Atlético Mineiro. Anfang Dezember schloss sich der Gewinn der Série A 2024 an.
Im Januar 2025 wechselte Soares zum FC Santos. Der Kontrakt erhielt eine Laufzeit bis Jahresende 2027.

## Erfolge
FC Porto
- Portugiesischer Meister: 2017/18, 2019/20
- Portugiesischer Supercupsieger: 2018
- Portugiesischer Pokalsieger: 2020

Olympiakos Piräus
- Griechischer Meister: 2021/22

Botafogo
- Copa Libertadores: 2024
- Campeonato Brasileiro de Futebol: 2024